# Agathosma perdita
Agathosma perdita là một loài thực vật có hoa trong họ Cửu lý hương. Loài này được Hutch. mô tả khoa học đầu tiên năm 1934.